# 中國信貸
中國信貸控股有限公司，簡稱中國信貸控股，以及中國信貸（英語：CREDIT CHINA HOLDINGS LIMITED，港交所：8207），在2004年，由石志軍（副董事長，丁鵬雲（董事長）姻親）、計組光（董事）在上海（總部）成立「上海銀通典當有限公司」。
業務在中國內地和香港經營融資咨詢服務、典當貸款、房地產委託貸款、融資性擔保及融資租賃。
該股份在2010年11月19日，於港交所創業板上市。配售價為0.68至0.78港元之間，配售股份為4億股，集資額為2.8億港元。

## 連結
- creditchina.hk